# Sanan Vjačeslavovič Sjugirov
Sanan Vjačeslavovič Sjugirov (in russo Санан Вячеславович Сюгиров?; Ėlista, 31 gennaio 1993) è uno scacchista russo.
Di etnia calmucca, diventò Grande maestro in novembre 2008, all'età di 15 anni e 10 mesi.
Dal 2007 vive a Lipeck.
Ha raggiunto il massimo rating FIDE nella classifica mondiale di novembre 2022, con 2712 punti Elo.
Nell'agosto 2023 decide di trasferirsi alla federazione ungherese . 

## Carriera
- 2002 :  terzo nel campionato del mondo U10 di Heraklion in Grecia;
- 2003 :  vince il campionato del mondo U10 di Calcidica in Grecia;
- 2004 :  vince il campionato europeo U12 di Ürgüp, con 8,5/9;
- 2005 :  vince il campionato europeo U14 di Castelnuovo; 2º nel campionato del mondo U12 di Belfort;
- 2006 :  vince il campionato europeo U14;
- 2007 :  vince il campionato del mondo U14 di Kemer in Turchia; vince il campionato europeo U14 di Sebenico, con 8,5 /9; vince la Cup of Mayor di Charkiv con 8/11;[3]
- 2008 :  vince il campionato russo juniores (under-20); vince il torneo First Saturday di Budapest[4]; 4º nel Chigorin Memorial di San Pietroburgo;
- 2009 :  nel campionato europeo individuale del 2009 a Budua ha vinto partite contro i grandi maestri Ivan Čeparinov, Predrag Nikolić, Loek van Wely e Maxim Rodshtein.
- 2014 :  in luglio vince, alla pari con Aleksej Goganov, il "Polugaevsky Memorial" di Samara;[5]
- 2022 :  in marzo vince il torneo internazionale di Belgrado con 6½/9, davanti a Nihal Sarin, Velimir Ivic e Nodirbek Abdusattorov con 5½/9.[6]
- 2023 :  in luglio è secondo a pari merito con Amin Tabatabaei al V. Geza Hetenyi Memorial, con 5½/9. [7]